# Impression numérique
 (août 2014).
Si vous disposez d'ouvrages ou d'articles de référence ou si vous connaissez des sites web de qualité traitant du thème abordé ici, merci de compléter l'article en donnant les références utiles à sa vérifiabilité et en les liant à la section « Notes et références ».

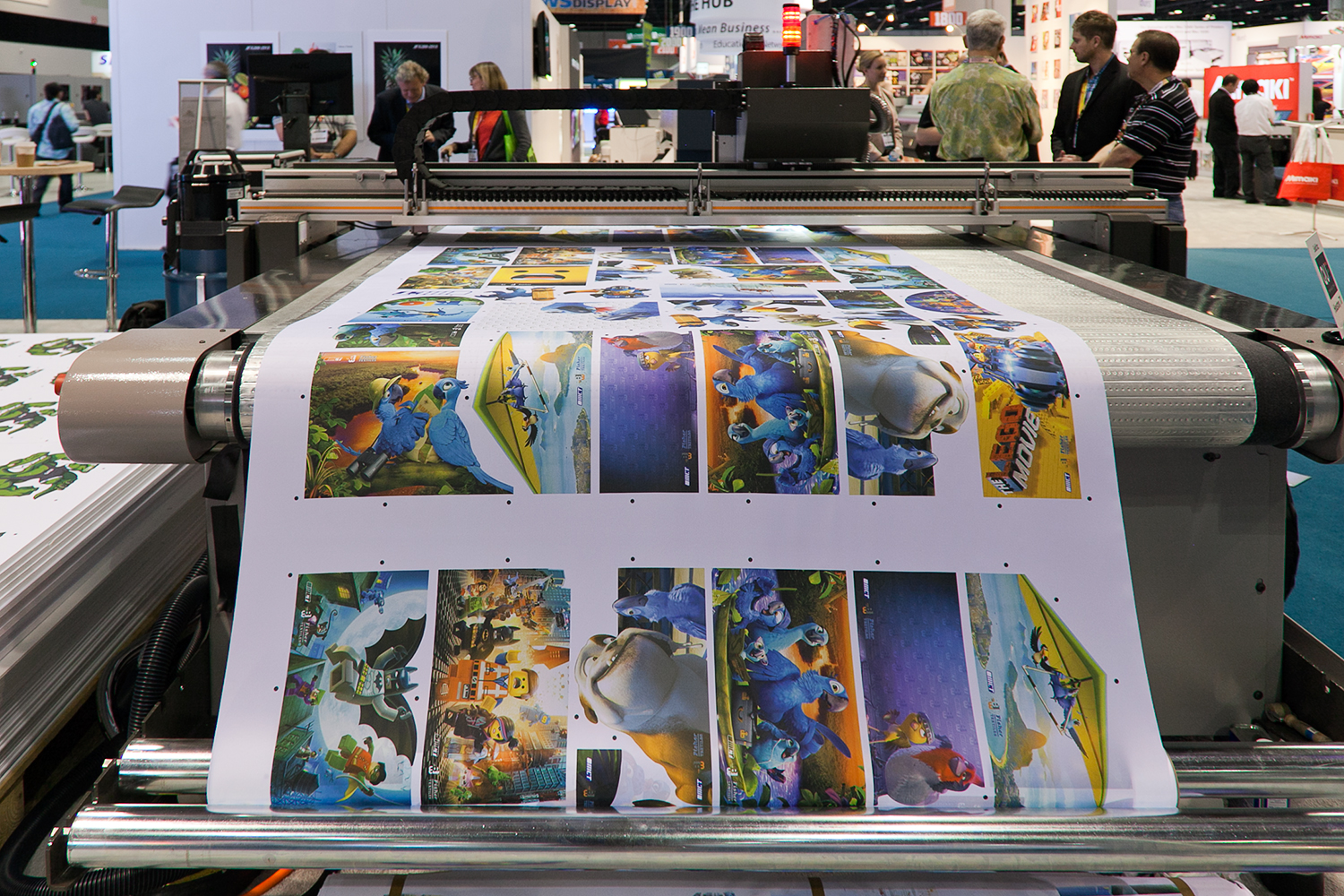
Imprimante numérique de format large

L'impression numérique est une technique de reproduction permettant d'imprimer des documents directement depuis des données informatiques. Ce procédé, de plus en plus populaire depuis les années 1990, est prisé pour les nombreux avantages qu’il offre.

## Histoire
Les procédés d'impression numérique représentent une invention moderne de l'imprimerie.
La presse typographique, créée par Johannes Gutenberg au milieu du XVe siècle a révolutionné l'imprimerie en Europe. Ce secteur s'est transformé une première fois au XIXe siècle, lors de la Révolution Industrielle avec l'invention de la linotype. La seconde révolution de l’imprimerie est survenue avec l'essor de l'informatique personnelle et du numérique dans les années 1980. Dès 1984, le Macintosh d'Apple a été rapidement adopté par le secteur de l’imprimerie, facilitant et démocratisant ainsi la publication assistée par ordinateur (PAO).

## Technique
L'impression numérique est un procédé sans forme imprimante (contrairement à l'offset) qui utilise des données informatiques transférées en flux continu de l'ordinateur à la machine d'impression (imprimante). Parmi les technologies employées, on retrouve le jet d'encre (continu ou à la demande), l'électrophotographie ou xérographie, la magnétographie, l'ionographie, l'elcographie, et la thermographie. Ces techniques permettent une impression rapide et personnalisable, adaptée aux besoins de petites séries et de production à la demande.

## Applications
L'impression numérique répond efficacement aux exigences modernes des marchés grâce à ses diverses applications. Par exemple :
- Impression à la demande et courts tirages : Cette méthode permet d'imprimer rapidement de petites quantités à un coût raisonnable, éliminant ainsi la nécessité de maintenir des stocks de documents imprimés. Cela est particulièrement avantageux pour les entreprises qui souhaitent réduire les coûts liés aux invendus et aux espaces de stockage
- Impression à données variables : Cette technique offre la possibilité de personnaliser entièrement un document en fonction de son destinataire, qu'il s'agisse de textes ou d'images. Elle est largement utilisée dans le marketing direct, où la personnalisation permet de cibler précisément la clientèle et d'augmenter les ventes . Elle aide également à créer des campagnes marketing plus efficaces et engageantes, répondant ainsi aux attentes des consommateurs d'aujourd'hui.

## Produits
L'impression numérique a facilité ou développé la création de certains produits d'imprimerie :
- le packaging : les innovations permanentes en matière d'encres et de supports font de l'impression numérique une technique de plus en plus utilisée dans l'univers de l'emballage,
- le grand format : la flexibilité de l'impression numérique (courts tirages, personnalisation, pas de formes imprimantes...) a permis à l'impression grand format de se développer (affiches, covering, PLV...),
- la papeterie traditionnelle : cartes de visite, flyers, brochures, catalogues... sont des produits qui profitent également de la souplesse de l'impression numérique,
- le textile : l'impression numérique vient concurrencer d'autres techniques d'impression sur textile grâce au panel varié de couleurs qu'elle offre, et à sa grande longévité.

## Avantages
L’impression numérique comprend de nombreux avantages, et le retour d'expérience actuel[Depuis quand ?] montre que la qualité d'impression est équivalente à l'offset.
Un premier avantage est sa rapidité : une optimisation des délais est possible grâce à l’impression en flux continu. Elle permet également d’imprimer des petites quantités dans des délais réduits. Ainsi, les documents peuvent être mis à jour plus régulièrement, imprimés au plus juste en fonction des besoins et à des prix raisonnables. De plus, il est possible de faire une impression personnalisée, à la demande ce qui réduit les gâchis de papier, d’encre et le pilonnage. L'impression numérique génère également moins de déchets chimiques car elle n’utilise pas de plaques ou de rouleaux d'impression.